# Красная книга Республики Северная Осетия — Алания
Красная книга Республики Северная Осетия — Алания — официальный документ, содержащий свод сведений о состоянии, распространении, мерах охраны редких и находящихся под угрозой исчезновения видов (подвидов, популяций) животных, растений и грибов, обитающих (произрастающих) на территории (акватории) Республики Северная Осетия — Алания.

## Издания
Впервые Красная книга Северной Осетии было выпущена в 1981 году — это первое краснокнижное издание в субъекте РСФСР.
Первое официальное издание вышло в 1999 году, в него включено 327 видов, в том числе 12 — грибов, 6 — лишайников, 8 — голосеменных и 196 — покрытосеменных растений; 15 видов млекопитающих, 43 — птиц, 9 — пресмыкающихся, 2 — земноводных, 1 — круглоротых и 39 — насекомых.
Второе официальное издание вышло в 2022 году, оно содержит сведения о 490 объектах (видах и подвидах) растительного и животного мира, из которых 30 — грибы-макромицеты, 24 — лишайники, 26 — мохообразные, 86 — сосудистые растения, 39 — моллюски, 5 — паукообразные, 154 — насекомые, 9 — рыбы и рыбообразные, 2 — земноводные, 14 — пресмыкающиеся, 87 — птицы, 14 — млекопитающие.